# 테니얼 에번스
월터 테니얼 에번스(영어: Walter Tenniel Evans, 1926년 5월 17일 ~ 2009년 6월 10일)는 영국의 배우이다.
케냐 나이로비에서 태어났다. '테니얼'이라는 이름은 화가 존 테니얼에서 따왔다.

## 영화
- 제국의 기사 (1987년)
- 캐주얼티 (1986년)
- 더 빌 (1984년)
- 리처드 3세의 비극 (1983년)
- 헨리 6세 - 1부 (1983년)
- 헨리 6세 - 2부 (1983년)
- 헨리 6세 - 3부 (1983년)
- 윈저의 즐거운 아낙네들 (1982년)
- 마리아 마튼 (1980년)
- 크라운 코트 (1972년)
- 10번가의 살인 (1971년)
- Z 카스 (1962년)
- 코로네이션 스트리트 (1960년)